# Nicole Moudaber
Nicole Moudaber est une disc jockey et productrice d'origine libanaise. Ayant collaboré avec des personnalités telles Adam Beyer et Carl Cox, ce dernier l'a décrite dans DJ Magazine comme étant la « DJ la plus sous-évaluée », ce qui a contribué à lancer sa carrière.
En 2012, Nicole Moudaber fonde MOOD Records. Son album Believe (2013) est numéro 1 pendant un mois dans les palmarès Beatport techno, tech house et deep house. 
Elle est listée dans le Resident Advisor Top 1000 et classée en 100e position en 2015,.

## Biographie
Nicole Moudaber naît et grandit au Nigeria. Habitant un temps au Liban, elle y organise, après la guerre de 1996, l'événement Trashy Renaissance, qui réunit, pour la première fois au Moyen-Orient, des DJ de renommée internationale, dont Paul van Dyk et Anthony Pappa (en),,.

## Discographie

### Albums
- Believe (Drumcode Records, 2013)

### Singles & EPs
- Silent Sigh EP (MOOD, 2016)
- BREED (MOOD, 2015)
- Her Dub Material (MOOD, 2015)
- The Whippin' I'm Dishin' (MOOD, 2014)
- Bittersweet EP (Drumcode Records, 2014)
- See You Next Tuesday (MOOD, 2014)
- One Day Later (Intec Digital (en), 2014)
- Give Me Body (MOOD, 2013)
- In The Mood (MOOD, 2013)
- Roar (Intec Digital (en), 2013)
- Sonic Language EP (Drumcode Records, 2013)
- In the Mood (MOOD Records, 2013)
- The Journey Begins (Drumcode Records, 2012)
- Hair (Leena Music, 2012)
- I'm A Gangsta (Kling Klong, 2012)
- Different Meanings (8 Sided Dice Recordings, 2011)
- Who Said EP (Waveform Recordings, 2011)
- Feline EP (Intec Digital (en), 2011)
- Break It EP (Kling Klong, 2011)
- She Wears the Pants (Intacto Records, 2010)
- Mi Cabeza (Monique Spéciale, 2010)
- Home Sweet Home (Yellow Tail, 2010)
- Get Fresh (Nocturnal Groove, 2008)

## Prix et distinctions
| Année | Groupe    | Prix        | Album/Mixtape | Résultat   |
| ----- | --------- | ----------- | ------------- | ---------- |
| 2013  | DJ Awards | Best Techno | –             | Nomination |
| 2014  | DJ Awards | Best Techno | –             | Nomination |